# Detroit and Mackinac Railway
Le Detroit and Mackinac Railway (sigle de l'AAR: DM, D&M), surnommé officieusement the Turtle Line, était un chemin de fer américain de classe I en opération dans le nord-est du Michigan. La ligne principale reliait Bay City à Cheboygan. L'exploitation dura de 1894 à 1992.

## Histoire
Le Detroit, Bay City and Alpena Railroad, exploitant une petite ligne entre Bay City  et le port d'Alpena sur le Lac Huron au nord, fut réorganisé sous le nom de Detroit and Mackinac Railway (D & M) le 17 décembre 1894. Durant la fin des années 1890 et la première décennie du XXe siècle, les ressources en bois du nord-est du Michigan furent amplement exploitées, et le D&M étendit son réseau d'Alpena à Cheboyan au nord. La ligne prospéra, et une gare en dur fut construite à Harrisville pour les passagers. Le D & M bâtit aussi de nombreux embranchements pour relier les forêts adjacentes à sa ligne principale. Durant de nombreuses années, un embranchement desservait les carrières de calcaire de Rogers City. 
En mars 1976, le Detroit and Mackinac atteignit son extension maximale en rachetant au Penn Central en banqueroute, la ligne de l'ex New York Central Railroad reliant Bay City à Mackinaw City via Gaylord et Cheboyan. 
Cependant, des conditions économiques défavorables continuaient d'affecter les chemins de fer du nord-est des États-Unis. Le Detroit and Mackinac décida de se vendre au Lake State Railway en 1992, et perdit ainsi son statut de chemin de fer indépendant. 

## Le matériel sauvegardé
Une collection de vieux matériels du D&M, incluant un switch des années 1920, est remisée dans le dépôt de Lincoln. Le dépôt en dur de Standish est aussi un musée, avec du matériel roulant. 
Le Detroit and Mackinac s'appelait lui-même le Turtle Line et son logo était le Mackinac Mac. Il reçut le sobriquet de "Défectueux and Maltraité" ("Defeated and Maltreated").

## Traduction
- (en) Cet article est partiellement ou en totalité issu de l’article de Wikipédia en anglais intitulé « Detroit and Mackinac Railway » (voir la liste des auteurs).